# 白桐树
白桐树（学名：Claoxylon indicum，又稱「丟了棒」）为大戟科白桐树属下的一个种。生于海拔20-400米平原、山谷或河谷疏林中。分布于亚洲东南部各国和印度。

## 丟了棒之中醫葯用處
根為藥用，味甘、淡，性平，能袪風除濕、散瘀止痛。

## 扩展阅读
- 維基物種上的相關：白桐树